# École nationale supérieure des arts décoratifs

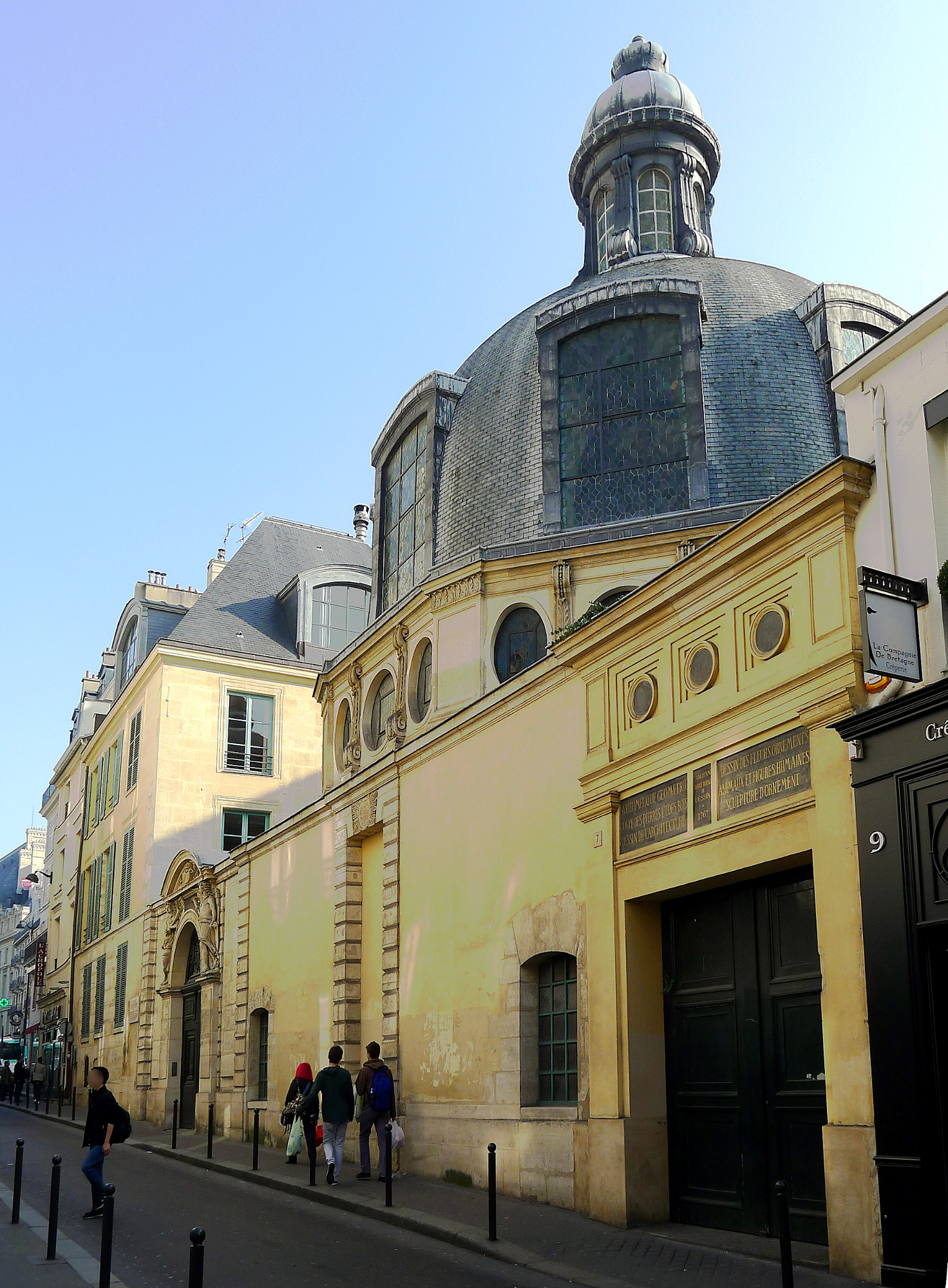
Etwa zehn Jahre nach ihrer Gründung stellte Ludwig XVI. der École Royale Gratuite de Dessin das ehemalige sogenannte théâtre anatomique in der rue des Cordeliers (heute Nr. 5/7 rue de l’École-de-Médecine) zur Verfügung, das seit der Einweihung der benachbarten neuen École de Chirurgie (Nr. 12) leer stand. Die Zeichenschule, 1877 in École nationale des arts décoratives umbenannt, blieb hier bis zu ihrem Umzug in die rue d’Ulm im Jahr 1928 ansässig.

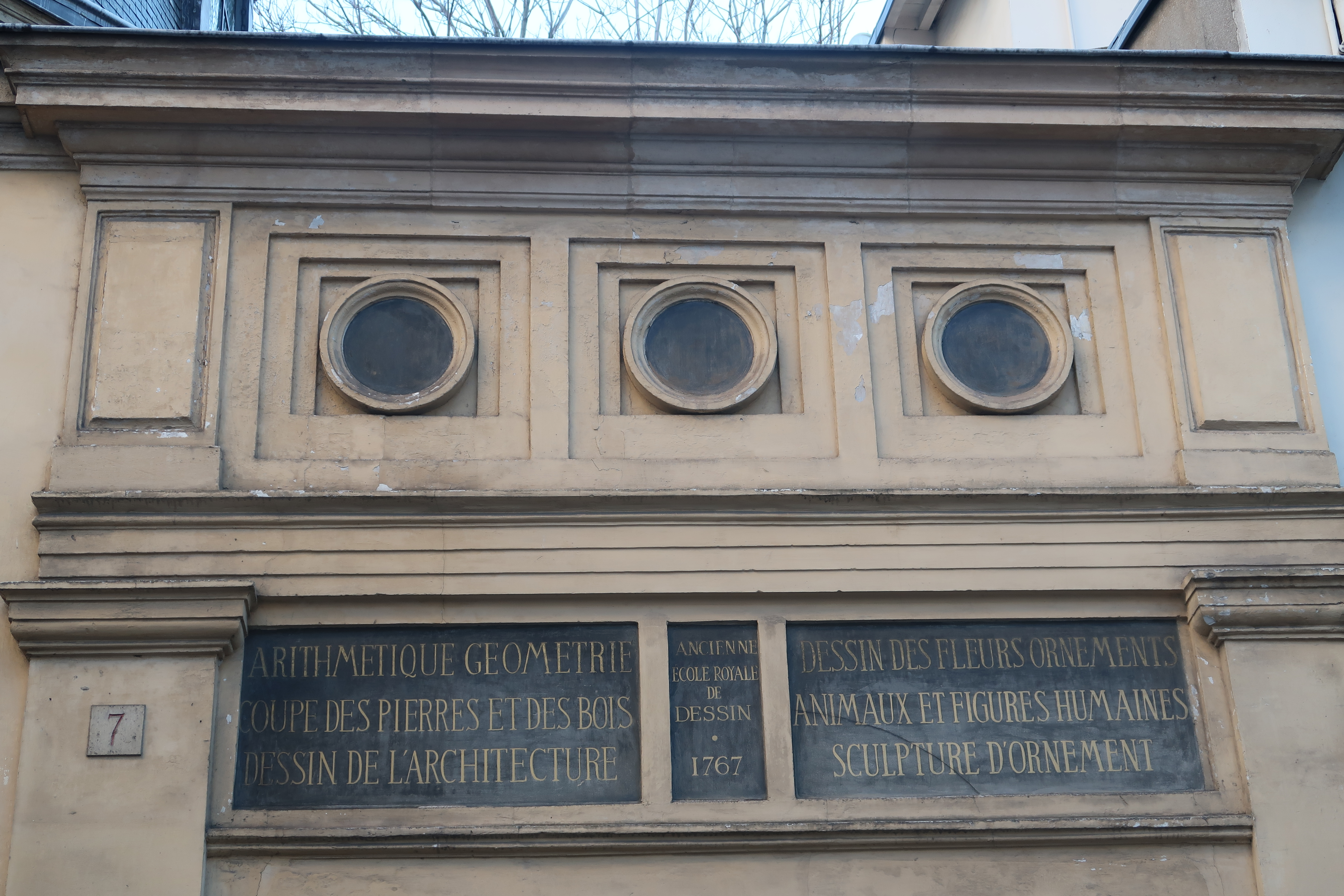
Tafel mit dem Gründungsdatum der königlichen Zeichenschule über dem Wagentor der Nr. 7 rue de l’École-de-Médecine.

Die École nationale supérieure des arts décoratifs, kurz »Arts Déco«, offiziell abgekürzt ENSAD, ist eine Grande école für (wörtlich) angewandte Kunst, also Grafik, Kommunikationsdesign und Innenarchitektur in der Rue d’Ulm im 5. Arrondissement von Paris. Sie ging aus der École Royale Gratuite de Dessin hervor, die 1766 von Jean-Jacques Bachelier gegründet und im Folgejahr mit einem Patent Louis XV. eröffnet wurde. Nach mehreren Namenswechseln hieß sie ab 1877 École Nationale des Arts Décoratifs und erhielt 1925 den heutigen Namen.

## Geschichte
Ursprüngliches Anliegen war die Ausbildung von Malern zur Verbesserung des Designs von industriellen Produkten. Im Laufe der Zeit stiegen die künstlerischen Ambitionen der Ausbildung, und die Schule wurde eine Ausbildungsstätte für Grafik. Unter der Leitung von León Moussignac kam als weiteres Fachgebiet die Innenarchitektur hinzu.
In den 1960er Jahren wurde die Schule mit der Lehrtätigkeit von Roger Tallon zu einem Zentrum des Industriedesigns. Unter der Leitung Michel Tourlières kamen als neue Aufgabengebiete Textil-, Möbel- und Photodesign, Bühnenbild, Video und Computergraphik hinzu.

## Direktoren
- Horace Lecoq de Boisbaudran, 1866–1869
- Eugène Morand, 1908–1925
- Léon Deshairs, 1940 und 1943–1945
- Léon Moussinac, 1945–1959
- Jacques Adnet, 1959–1971
- Michel Tourlière, 1971–1990
- Richard Peduzzi, 1990–2002
- Patrick Raynaud, 2002–2008
- Geneviève Gallot, seit 2008

## Professoren
- Louis Briat
- Cassandre
- Brice Dellsperger
- Larisa Dryansky
- Joseph-André Motte
- Florence Paradeis
- Roger Tallon
- Jean Widmer
- Philippe Starck
- Pierre Bernard (Grapus)

## Bekannte ehemalige Studenten
- Claude Closky (* 1963), Künstler
- Jean-Philippe Delhomme (* 1959), Illustrator und Autor
- Philippe Dupuy (* 1960), Comicautor
- Jean-François Guiton, Künstler
- Jean-Paul Goude, Fotograf und Regisseur
- Emmanuel Guibert, Comicautor
- John Howe, Illustrator
- Pierre Huyghe, Künstler
- Marcel Ichac (1906–1994), Regisseur und Fotograf
- Fernand Léger, Künstler
- Jean-Denis Pendanx, Comicautor
- Francis Picabia, Künstler
- Fernand Renard (1912–1988), Maler
- Pierre-Yves Rochon, Innenarchitekt
- Jacques Tardi, Comicautor
- Martin Veyron, Comicautor
- Elsa Werth (* 1985), Künstlerin